# NGC 6101
NGC 6101 (noto anche come C 107) è un ammasso globulare visibile nella costellazione australe dell'Uccello del Paradiso. Si tratta dell'ammasso globulare più meridionale del cielo.

## Osservazione
Si individua nei cieli meridionali 3,5 gradi a sud-sud-ovest della brillante stella α Trianguli Australis, poco fuori dalla brillante scia della Via Lattea; può essere visto anche tramite un binocolo, se la notte è propizia, ma l'osservazione al telescopio (un 10mm) dà più soddisfazione agli astrofili. le sue stelle più luminose sono di tredicesima magnitudine apparente.

## Caratteristiche
NGC 6101 è un ammasso globulare fra i meno concentrati, essendo di classe X; le sue dimensioni reali sono stimate in circa 160 anni luce di diametro, il che lo porrebbe in posizione intermedia fra NGC 362 e 47 Tucanae. Il tasso ferro-idrogeno delle sue stelle è un po' più basso della media; l'ammasso si trova a quasi 50.000 anni luce da noi, e sta a circa 14.000 anni luce dal centro della Via Lattea.
Secondo uno studio pubblicato su MNRAS a settembre 2016, tale ammasso potrebbe ospitare centinaia di buchi neri

### Opere generali
- (EN) Stephen James O'Meara, Deep Sky Companions: The Caldwell Objects, Cambridge University Press, 2003, ISBN 0-521-55332-6.
- (EN) Jay M. Pasachoff, Atlas of the Sky, in Stars and Planets, New York, NY, Peterson Field Guides, 2000, ISBN 0-395-93432-X.
- (EN) Sir Patrick Caldwell-Moore, Firefly: Atlas of the Universe, Firefly Books Limited, 2003, ISBN 1-55297-819-2.

### Carte celesti
- Tirion, Rappaport, Lovi, Uranometria 2000.0 - Volume II - The Southern Hemisphere to +6°, Richmond, Virginia, USA, Willmann-Bell, inc., 1987, ISBN 0-943396-15-8.
- Tirion, Sinnott, Sky Atlas 2000.0, 2ª ed., Cambridge, USA, Cambridge University Press, 1998, ISBN 0-933346-90-5.